# Алекс Маккарті
Алекс Маккарті (англ. Alex McCarthy, нар. 3 грудня 1989, Гілфорд) — англійський футболіст, воротар клубу «Саутгемптон».
Виступав, зокрема, за клуб «Редінг», а також національну збірну Англії.

## Клубна кар'єра

### «Редінг»

#### Молодіжна команда та оренди
Займатися футболом Маккарті починав у школі клубу «Вімблдон», звідти перевівся у «Вікем Вондерерз», а у шістнадцятирічному віці прийшов до академії «Редінга». У молодіжній команді клубу Алекс провів два сезони, у першому зіграв 16 матчів, у другому — 26. В академії його партнерами були Гільфі Сігурдссон, Джем Керакан, Алекс Пірс, Саймон Черч і Гел Робсон-Кану, які згодом стали важливими гравцями для першої команди «Редінга».
Свій перший досвід гри на дорослому рівні Маккарті отримав у серпні 2007 року, коли його на один матч віддали в оренду клубу «Вокінг», щоб він підмінив травмованого воротаря у матчі Футбольної Конференції з «Солсбері Сіті». Гра завершилася поразкою його команди з рахунком 1:2. У березні 2008 року Алекса відправили ще в одну оренду, цього разу в «Кембридж Юнайтед», де він також зіграв лише один матч, 29 березня проти «Кіддермінстер Гарріерз», в якому пропустив три голи. У липні того ж року Маккарті уклав з «Редінгом» свій перший професійний контракт.
23 жовтня 2008 року Маккарті віддали в короткострокову оренду в «Тім Бат», де через травми вибули відразу два воротарі. Він дебютував у команді через два дні у матчі кваліфікації Кубка Англії проти «Солсбері Сіті» та допоміг команді пройти далі, зберігши свої ворота у недоторканності. Алекс зіграв і в наступному раунді кубка з «Форест Грін Роверз», де футболісти «Тім Бат» поступилися. Всього в цій оренді Маккарті зіграв чотири матчі. 2 лютого 2009 року Алекс був відданий в місячну оренду клубу Другої ліги «Олдершот Таун». Він дебютував 14 лютого в матчі проти «Ексетер Сіті», який його команда програла з рахунком 2:3. До кінця оренди він зіграв ще три матчі і в березні повернувся до «Редінга».
24 липня 2009 року Маккарті віддали в шестимісячну оренду до клубу «Йовіл Таун», який виступав у Першій лізі. Він відразу став основним воротарем команди і дебютував за неї 8 серпня в матчі з «Транмір Роверз», в якому «Йовіл» здобув перемогу з рахунком 2:0. 12 вересня в матчі зі «Стокпорт Каунті» Алекс був вперше в кар'єрі вилучений у поля, після того як на 20-й хвилині порушив правила у своєму штрафному майданчику. Після відбуття дискваліфікації він знову зайняв місце у воротах. Його орендна угода продовжувалась у січні 2010 року, потім у лютому, і нарешті 24 березня було оголошено, що Маккарті залишається в «Йовілі» до кінця сезону. Загалом у своїй першій довгостроковій оренді він зіграв 44 матчі в чемпіонаті, в 12 з яких зберіг свої ворота «сухими».
Повернувшись до «Редінга» після завершення оренди, Маккарті уклав з клубом новий контракт на три роки. 12 серпня 2010 року Алекс знову вирушив у оренду в Першу лігу, цього разу його віддали до «Брентфорда». Перший матч за цей клуб він зіграв уже через два дні проти «Волсолла» і пропустив два голи. Маккарті провів ще два матчі за «Брентфорд» і вже 31 серпня повернувся до рідного клубу, після того як його замінили на Бена Геймера, також орендованого у «Редінга».

#### Основний склад

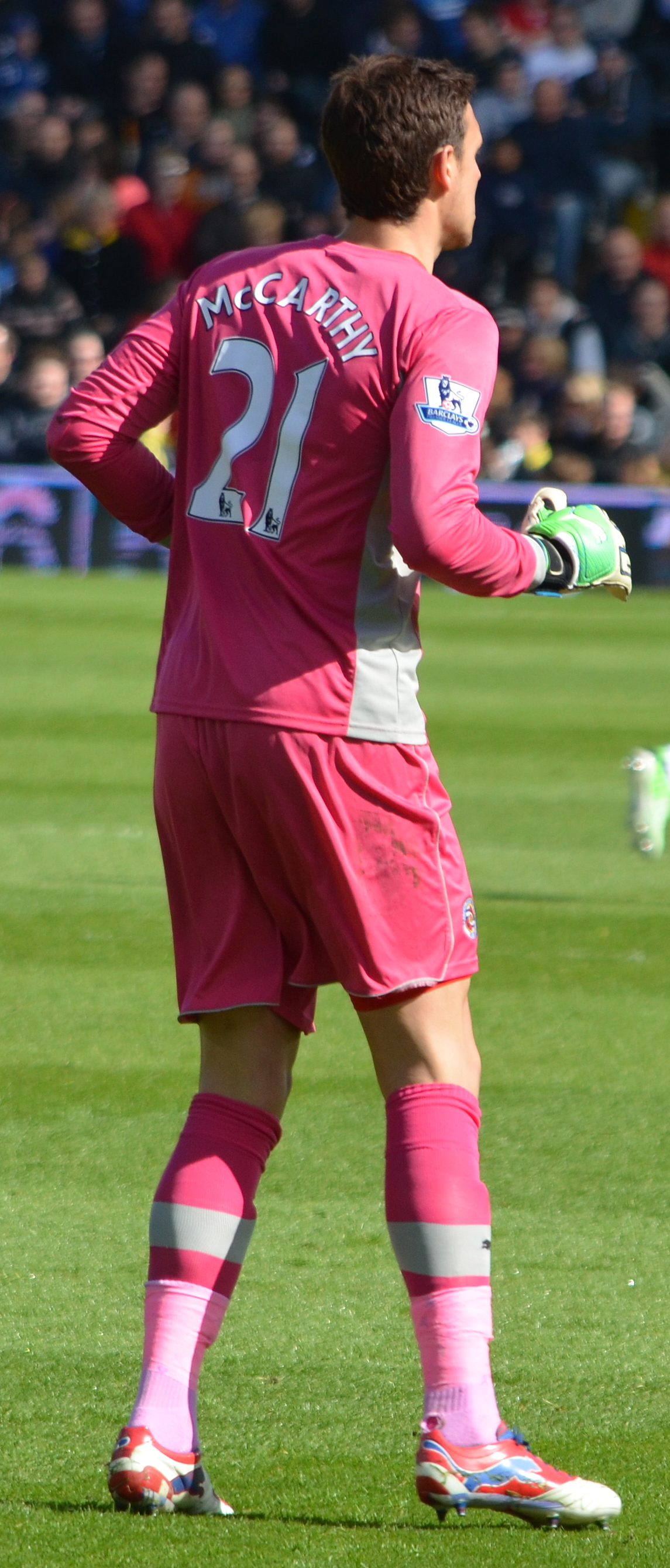
Алекс Маккарті під час виступів за «Редінг». 2013 рік.

Після повернення з «Брентфорда» у вересні 2010 року Маккарті став другим воротарем «Редінга», який на той час виступав у Чемпіонаті Футбольної ліги, після Адама Федерічі. Півроку він провів на лаві запасних і вперше зіграв лише 19 лютого 2011 року, замінивши за шість хвилин до кінця матчу з «Вотфордом» Федерічі, який травмував коліно. Поки основний воротар заліковував травму, Алекс заміняв його у воротах «Редінга». З ним команда видала серію з 12 матчів без поразок, вигравши дев'ять із них. 1 березня Маккарті відстояв свої ворота у недоторканності у кубковому матчі з «Евертоном», відбивши під час гри складний удар Джермейна Бекфорда. Цей сейв Алекса Кевін Кіган назвав найкращим із тих, що він коли-небудь бачив. У березні 2011 року Маккарті отримав від Футбольної ліги приз найкращому молодому гравцю місяця. Алекс продовжував грати в основному складі до кінця квітня, коли поступився місцем у воротах Федерічі, що відновився.
У новому сезоні 2011/12 Маккарті знову задовольнявся роллю резервного воротаря. Для отримання ігрової практики 4 листопада 2011 року його відправили в оренду в «Лідс Юнайтед» як заміну травмованому Енді Лонергану. Через два дні Алекс дебютував у матчі з «Лестер Сіті», який його команда виграла з рахунком 1:0. Маккарті не пропускав голів і в наступних матчах з «Ноттінгем Форест» і «Міллволлом», завдяки чому виграв конкуренцію у Лонергана, коли той відновився після травми. Алекс став героєм матчу з «Вотфордом» 10 грудня, на останніх хвилинах якого він відбив пенальті. Після завершення початкової місячної оренди клуби домовилися про продовження угоди ще на місяць.
На початку 2012 року Маккарті повернувся до «Редінга» і уклав з клубом новий трирічний контракт. 9 січня він знову вирушив в оренду, цього разу в «Іпсвіч Таун» до кінця сезону. 11 січня Алекс дебютував у новому клубі в матчі з «Бірмінгем Сіті». 21 січня він повернувся на домашній стадіон «Лідса» «Елланд Роуд» вже як гравець команди-суперника і був вилучений на 71-й хвилині за гру руками за межами штрафного майданчика. 28 березня «Редінг» достроково повернув з оренди Маккарті, який встиг зіграти за «Іпсвіч» десять матчів.
13 квітня 2013 року Маккарті став героєм матчу з «Ліверпулем», який обійшовся без забитих голів. По ходу матчу він відбив десять ударів по своїх воротах і удостоївся похвали від тренерів обох команд: Найджел Едкінс назвав його гру «фантастичною», а тренер «Ліверпуля» Брендан Роджерс — «приголомшливою».

### «Квінз Парк Рейнджерс»
На початку сезону 2014/15 Маккарті знову поступився місцем у воротах «Редінга» Федеречі. Влітку 2014 року Алекс відмовився від переходу «Ліверпуль», оскільки не захотів постійно сидіти на лаві запасних. Натомість він вважав за краще перейти в більш скромний клуб «Квінз Парк Рейнджерс», де розраховував виграти конкуренцію у Роберта Гріна і Браяна Мерфі і потрапити в основний склад. За його перехід, що відбувся 28 серпня, було заплачено близько 3 млн фунтів стерлінгів, особистий контракт був підписаний на чотири роки. У «Рейнджерс» Маккарті не вдалося стати основним воротарем, протягом майже всього сезону він був дублером Гріна. Алекс зміг дебютувати за новий клуб 19 жовтня, коли підмінив Гріна, який захворів, у матчі з «Ліверпулем». Зустріч завершилася рахунком 3:2 на користь мерсисайдців. Наступного разу Маккарті вийшов на поле 4 січня в кубковому матчі з «Шефілд Юнайтед», в якому знову пропустив три голи. Знову зіграти Алексу довелося тільки в травні, коли він замінив Гріна, що отримав травму, в матчі з «Ньюкаслом». Він захищав ворота «Рейнджерс» і в останньому матчі сезону проти «Лестер Сіті», в якому його команда була розгромлена з рахунком 5:1, причому один з голів був забитий після помилки Маккарті. У сезоні 2014/15 «Квінз Парк Рейнджерс» посіли останнє 20-е місце у турнірній таблиці та вилетіли з Прем'єр-ліги.

### «Крістал Пелес»

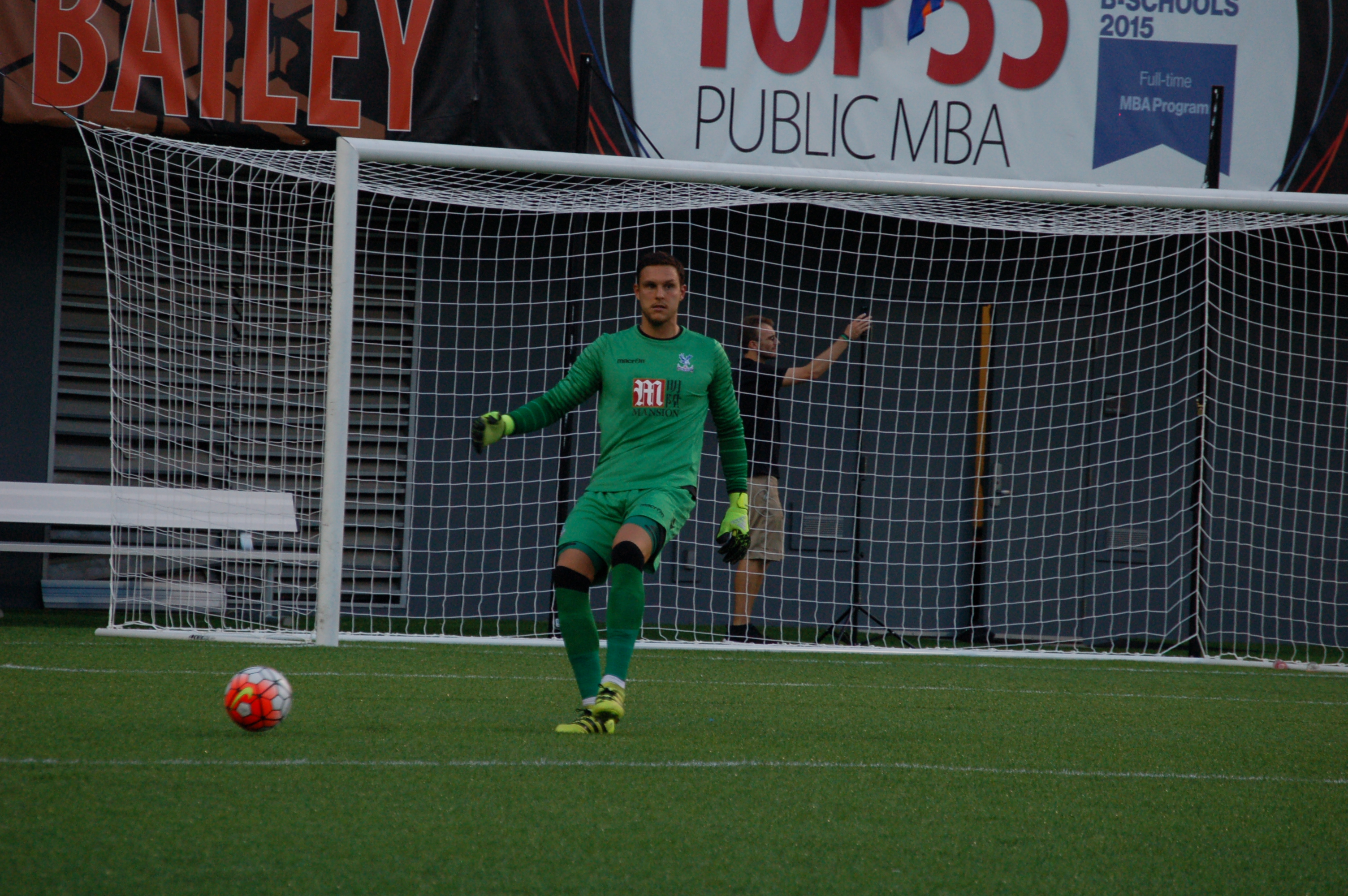
Алекс Маккарті під час виступів за «Крістал Пелес». 2016 рік.

23 липня 2015 року Маккарті приєднався до клубу Прем'єр-ліги «Крістал Пелес» за 3,5 мільйони фунтів стерлінгів, підписавши чотирирічний контракт.  Маккарті дебютував у «Пелесі» 8 серпня 2015 року в гостьовому матчі проти «Норвіч Сіті» (3:1), втім основним воротарем так і не став, зігравши за сезон лише 7 ігор.

### «Саутгемптон»

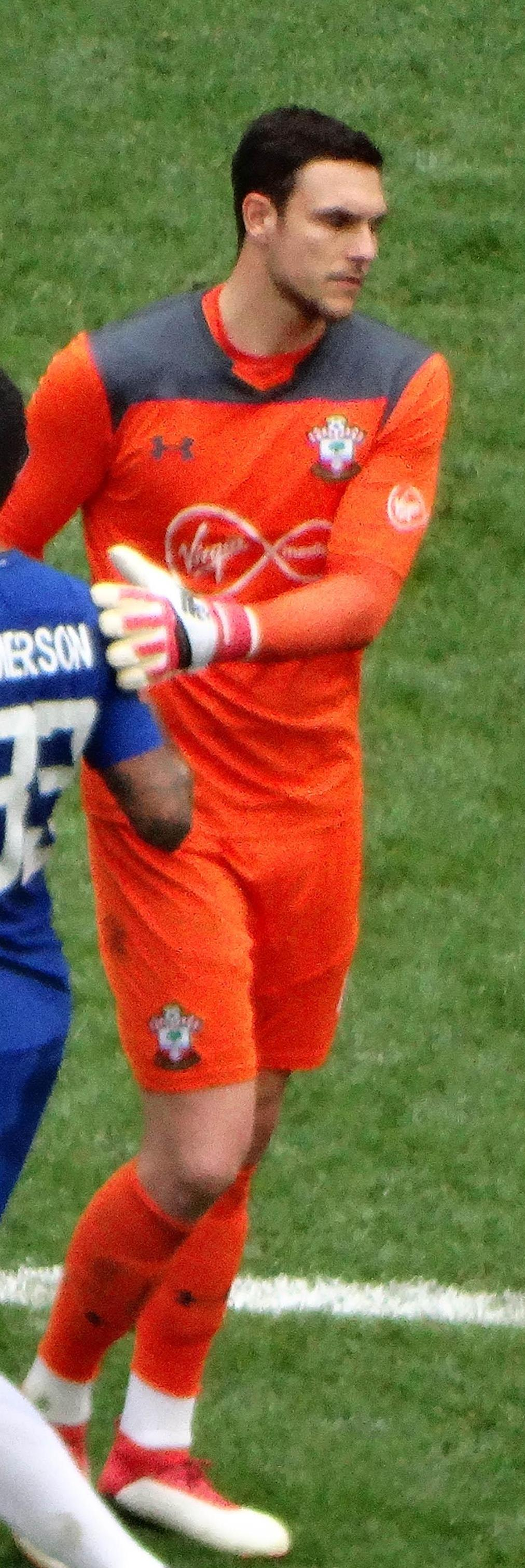
Алекс Маккарті під час виступів за «Саутгемптон». 2018 рік.

1 серпня 2016 року Маккарті перейшов у «Саутгемптон», уклавши з клубом контракт на три роки. Сума трансферу склала близько 4 млн фунтів стерлінгів. У своєму першому сезоні він був дублером основного воротаря Фрейзера Форстера і не зіграв у Прем'єр-лізі жодного матчу. Дебют Алекса у першій команді відбувся 21 вересня 2016 року у матчі Кубка Футбольної ліги проти його колишньої команди, «Крістал Пелес». Цей матч він «відстояв на нуль» .
Сезон 2017/18 Маккарті також починав як запасний воротар, проте часті помилки Форстера змусили тренера Маурісіо Пельєгріно дати Алексу шанс в основному складі. Свій перший матч за «Саутгемптон» у Прем'єр-лізі Маккарті провів 30 грудня 2017 проти «Манчестер Юнайтед» . Він зумів зберегти свої ворота в недоторканності, завдяки чому утвердився як основний воротар клубу. Маккарті провів усі 18 матчів сезону, в семи з них він не пропускав голів. Його впевнена гра дозволила Саутгемптону зберегти за підсумками сезону місце в Прем'єр-лізі. Новий головний тренер клубу Марк Г'юз зазначив, що «Алекс зіграв ключову роль минулого сезону» . Важливу роль Маккарті відзначили гравці та вболівальники клубу, які назвали його найкращим гравцем «Саутгемптона» в сезоні, таким же званням його нагородила газета Southern Daily Echo.
Після успішного сезону інтерес до Маккарті виявляли «Ліверпуль» і «Арсенал», однак 27 червня 2018 року Алекс уклав з клубом новий контракт на чотири роки. Попри прихід до «Саутгемптона» нового воротаря Ангуса Ганна, за якого було заплачено 13,5 млн фунтів, Маккарті зберіг за собою місце основного воротаря і в сезоні 2018/19. Проте сезон 2019/20 він розпочав другий голкіпер після Ангуса Ганна, а менеджер Ральф Газенгюттль використовував Маккарті лише в матчах Кубка ліги. Алекс вперше зіграв у Прем'єр-лізі в листопаді 2019 року після того, як Ганн пропустив дев'ять голів у грі з «Лестер Сіті» і надалі повернув собі місце основного воротаря.

## Виступи за збірну
У березні 2009 року Маккарті викликався до збірної Англії серед юнаків віком до 19 років. Він був запасним воротарем і за команду цієї вікової групи так і не зіграв.
Протягом 2010—2011 років залучався до складу молодіжної збірної Англії, разом з якою взяв участь у молодіжному чемпіонаті Європи 2011 року, але на поле також не виходив. Всього на молодіжному рівні зіграв у 3 офіційних матчах, пропустив 1 гол.
У 2012 році Маккарті фігурував у розширеному списку кандидатів у збірну Великобританії, яка мала брати участь в Олімпійських іграх. Однак у фінальний склад із вісімнадцяти гравців тренер Стюарт Пірс його не включив.
У національну збірну Англії Маккарті вперше був викликаний тренером Роєм Годжсоном у травні 2013 року на товариські матчі з командами Ірландії та Бразилії. Обидві гри він провів у запасі. У серпні 2016 року Сем Еллардайс викликав Алекса на матч відбірного турніру до чемпіонату світу зі збірною Словаччини. Цю гру він також провів у запасі.
У збірній знову звернули увагу на Маккарті у серпні 2018 року. Тоді тренер Гарет Саутгейт заявив, що особисто спостерігає за грою воротаря у Прем'єр-лізі. 30 серпня Маккарті був викликаний у збірну на матчі з командами Іспанії та Швейцарії. 15 листопада 2018 року він дебютував у основній збірній Англії, майже через п'ять з половиною років після його першого виклику, вийшовши на заміну замість Джордана Пікфорда в другому таймі, а Англія перемогла США з рахунком 3:0. Цей матч так і залишився єдиним для Маккарті за збірну.
| Дата       | Місто  | Господарі | Результат | Гості | Турнір           | Голи | Примітки |
| ---------- | ------ | --------- | --------- | ----- | ---------------- | ---- | -------- |
| 15-11-2018 | Лондон | Англія    | 3 – 0     | США   | товариський матч | -    | 46'      |
| Усього     |        | Матчів    | 1         |       | Голів            | -0   |          |